# UCI Asia Tour 2008
Die UCI Asia Tour ist der vom Weltradsportverband Union Cycliste Internationale (UCI) zur Saison 2005 eingeführte asiatische Straßenradsport-Kalender unterhalb der UCI ProTour. Die vierte Saison beginnt am 1. Oktober 2007 und endet am 30. September 2008.
Die Eintagesrennen und Etappenrennen der UCI Asia Tour sind in drei Kategorien (HC, 1 und 2) eingeteilt.

## Gesamtstand
(Endstand: 30. September 2008)
| Platz | Fahrer              |  | Punkte |
| ----- | ------------------- |  | ------ |
| 1.    | Hossein Askari      |  | 240,66 |
| 2.    | Ghader Mizbani      |  | 205,66 |
| 3.    | Hossein Nateghi *   |  | 204    |
| 4.    | Mahdi Sohrabi       |  | 195    |
| 5.    | Takashi Miyazawa    |  | 192    |
| 6.    | Ahad Kazemi         |  | 175,66 |
| 7.    | Robert Radosz       |  | 163    |
| 8.    | Tyler Hamilton      |  | 154    |
| 9.    | Taiji Nishitani     |  | 132    |
| 10.   | Sergey Lagutin      |  | 131    |
| 11.   | Ruslan Iwanow       |  | 129    |
| 11.   | Tonton Susanto      |  | 129    |
| 13.   | Denis Galimsjanow * |  | 106    |
| 13.   | Marek Rutkiewicz    |  | 106    |
| 15.   | Alex Rasmussen      |  | 105    |
| 16.   | Hidenori Nodera     |  | 102    |
| 17.   | Fumiyuki Beppu      |  | 101,2  |
| 18.   | Yukiya Arashiro     |  | 99     |
| 19.   | Wang Yip Tang       |  | 96     |
| 20.   | Sergei Kudenzow     |  | 95     |
| 53.   | Sebastian Siedler   |  | 47,2   |
| 65.   | Pascal Hungerbühler |  | 38     |
| 213.  | Dimitri Jiriakov    |  | 8      |
| 316.  | Cyrille Heymans *   |  | 2      |

| Platz | Team                        |  | Punkte |
| ----- | --------------------------- |  | ------ |
| 1.    | Tabriz Petrochemical        |  | 909,64 |
| 2.    | Meitan Hompo-GDR            |  | 545    |
| 3.    | Skil-Shimano                |  | 338,6  |
| 4.    | Letua Cycling Team          |  | 279    |
| 5.    | Trek-Marco Polo             |  | 278    |
| 6.    | PVC Diquigiovanni           |  | 273    |
| 7.    | Giant Asia Racing Team      |  | 252    |
| 8.    | Aisan Racing Team           |  | 242    |
| 9.    | Rock Racing                 |  | 204    |
| 10.   | Katjuscha                   |  | 182    |
| 11.   | Perutnina Ptuj              |  | 165    |
| 12.   | Doha Team                   |  | 158    |
| 13.   | Southaustralia.com-AIS      |  | 153    |
| 14.   | Team Nippo-Endeka           |  | 152    |
| 15.   | Cycle Collstrop             |  | 149    |
| 16.   | Rietumu Bank-Riga           |  | 138    |
| 17.   | Islamic Azad Univercity     |  | 119,32 |
| 18.   | Team Tinkoff Credit Systems |  | 112    |
| 19.   | Designa Køkken              |  | 105    |
| 20.   | Seoul Cycling               |  | 99     |
| 25.   | NGC Medical                 |  | 64     |
| 35.   | Team Ista                   |  | 41     |
| 37.   | Team Volksbank              |  | 38     |
| 43.   | Differdange                 |  | 26     |

| Platz | Nation              | Punkte  |
| ----- | ------------------- | ------- |
| 1.    | Japan               | 1181,2  |
| 2.    | Iran                | 1160,98 |
| 3.    | Usbekistan          | 502,66  |
| 4.    | Kasachstan          | 401,66  |
| 5.    | Volksrepublik China | 296     |
| 6.    | Malaysia            | 269     |
| 7.    | Indonesien          | 260     |
| 8.    | V. Arab. Emirate    | 248     |
| 9.    | Kirgisistan         | 172     |
| 10.   | Mongolei            | 157     |
| 11.   | Hongkong            | 138     |
| 12.   | Südkorea            | 137     |
| 12.   | Libanon             | 137     |
| 14.   | Syrien              | 114     |
| 15.   | Thailand            | 70      |
| 16.   | Philippinen         | 20      |
| 17.   | Chinesisch Taipeh   | 12      |
| 18.   | Katar               | 10      |
| 19.   | Vietnam             | 2       |

| Platz | Nation U23          | Punkte |
| ----- | ------------------- | ------ |
| 1.    | Iran                | 386    |
| 2.    | Malaysia            | 233    |
| 3.    | Usbekistan          | 186    |
| 4.    | V. Arab. Emirate    | 106    |
| 5.    | Südkorea            | 62     |
| 6.    | Kasachstan          | 48     |
| 7.    | Japan               | 27     |
| 8.    | Indonesien          | 22     |
| 9.    | Mongolei            | 19     |
| 10.   | Libanon             | 16     |
| 11.   | Philippinen         | 15     |
| 12.   | Hongkong            | 12     |
| 13.   | Volksrepublik China | 11     |
| 14.   | Kirgisistan         | 10     |
| 15.   | Thailand            | 8      |
| 16.   | Vietnam             | 2      |

* U23-Fahrer

## Rennkalender

### Oktober 2007
| Datum | Rennen    | Kat. | Sieger       | Team                 |
| ----- | --------- | ---- | ------------ | -------------------- |
| 28.   | Japan Cup | 1.1  | Manuele Mori | Saunier Duval-Prodir |

### November 2007
| Datum  | Rennen          | Kat. | Sieger           | Team               |
| ------ | --------------- | ---- | ---------------- | ------------------ |
| 3.–10. | Tour of Hainan  | 2.1  | Robert Radosz    | Intel-Action       |
| 11.    | Tour de Okinawa | 1.2  | Takashi Miyazawa | Nippo-Meitan Hompo |

### Dezember 2007
| Datum   | Rennen                  | Kat. | Sieger        | Team                  |
| ------- | ----------------------- | ---- | ------------- | --------------------- |
| 16.–21. | Tour of Thailand        | 2.2  | Ahad Kazemi   | Tabriz Petrochemical  |
| 23.–30. | Tour of South China Sea | 2.2  | Wang Yip Tang | Hong Kong Pro Cycling |

### Januar
| Datum  | Rennen                   | Kat. | Sieger         | Team                         |
| ------ | ------------------------ | ---- | -------------- | ---------------------------- |
| 7.–13. | Jelajah Malaysia         | 2.2  | Tonton Susanto | Letua Cycling Team           |
| 26.    | H. H. Vice President Cup | 1.2  | Hammad Badr    | Vereinigte Arabische Emirate |
| 27.–1. | Katar-Rundfahrt          | 2.1  | Tom Boonen     | Quick Step-Innergetic        |

### Februar
| Datum   | Rennen                 | Kat. | Sieger         | Team                         |
| ------- | ---------------------- | ---- | -------------- | ---------------------------- |
| 9.–17.  | Tour de Langkawi       | 2.HC | Ruslan Iwanow  | Serramenti PVC Diquigiovanni |
| 21.–24. | UAQ International Race | 2.2  | Hossein Askari | Tabriz Petrochemical Team    |

### März
| Datum  | Rennen         | Kat. | Sieger          | Team                      |
| ------ | -------------- | ---- | --------------- | ------------------------- |
| 2.–7.  | Taftan Tour    | 2.2  | Hossein Nateghi | Tabriz Petrochemical Team |
| 9.–16. | Tour de Taiwan | 2.2  | John Murphy     | Health Net-Maxxis         |

### April
| Datum   | Rennen                             | Kat. | Sieger                              | Team                      |
| ------- | ---------------------------------- | ---- | ----------------------------------- | ------------------------- |
| 2.–6.   | Tour of East Java                  | 2.2  | Ghader Mizbani                      | Tabriz Petrochemical Team |
| 12.–13. | City of Petaling Jaya Cup          | 2.2  | abgesagt                            |                           |
| 15.     | Asienmeisterschaft – Zeitfahren    | CC   | Eugen Wacker                        | Kirgisistan               |
| 17.     | Asienmeisterschaft – Straßenrennen | CC   | Fumiyuki Beppu                      | Japan                     |
| 20.–27. | Tour of Hong Kong Shanghai         | 2.2  | abgesagt, verschoben in den Oktober |                           |

### Mai
| Datum   | Rennen                 | Kat. | Sieger           | Team                      |
| ------- | ---------------------- | ---- | ---------------- | ------------------------- |
| 9.–11.  | Tour de Kumano         | 2.2  | Miyataka Shimizu | Meitan Hompo-GDR          |
| 9.–13.  | President Tour of Iran | 2.2  | Ahad Kazemi      | Tabriz Petrochemical Team |
| 18.–25. | Tour of Japan          | 2.2  | Cameron Meyer    | Southaustralia.com-AIS    |
| 21.–29. | Azerbaïjan Tour        | 2.2  | Hossein Askari   | Tabriz Petrochemical Team |

### Juni
| Datum  | Rennen              | Kat. | Sieger         | Team       |
| ------ | ------------------- | ---- | -------------- | ---------- |
| 6.–15. | Tour d’Indonesia    | 2.2  | abgesagt       |            |
| 21.–4. | Tour de Korea-Japan | 2.2  | Sergey Lagutin | Usbekistan |

### Juli
| Datum   | Rennen                                | Kat. | Sieger          | Team                    |
| ------- | ------------------------------------- | ---- | --------------- | ----------------------- |
| 11.–20. | Tour of Qinghai Lake                  | 2.HC | Tyler Hamilton  | Rock Racing             |
| 13.–22. | Way to Pekin                          | 2.2  | Sergei Firsanow | Rietumu Bank-Riga       |
| 19.–20. | His Excellency Gabenor of Malacca Cup | 2.2  | Mahdi Sohrabi   | Islamic Azad Univercity |
| 23.–25. | Jelajah Negeri Sembilan               | 2.2  | Wadim Schajehow |                         |

### August
| Datum | Rennen                    | Kat. | Sieger            | Team    |
| ----- | ------------------------- | ---- | ----------------- | ------- |
| 9.    | Olympisches Straßenrennen | JO   | Samuel Sánchez    | Spanien |
| 13.   | Olympisches Zeitfahren    | JO   | Fabian Cancellara | Schweiz |

### September
| Datum   | Rennen           | Kat. | Sieger           | Team                   |
| ------- | ---------------- | ---- | ---------------- | ---------------------- |
| 1.–6.   | Tour of Thailand | 2.2  | Alex Coutts      | Giant Asia Racing Team |
| 11.–15. | Tour de Hokkaidō | 2.2  | Takashi Miyazawa | Meitan Hompo-GDR       |